# ناحية الشافي
ناحية الشافي هي ناحية تقع في جنوب العراق في محافظة البصرة وتتبع اداريا لقضاء الدير وتبعد عن مدينة البصرة حوالي 50 كيلومتر وعن مركز قضاء الدير حوالي 7 كيلو متر وهي ذات كثافة سكانية عالية وتتميز بإتصالها بطريق يربط مدينة البصرة بالقرنة.

## السكان
من المعروف عن الجنوب وخصوصا محافظة البصرة وجود العشائر الكبيرة في المحافظة وتراجع عدد سكانها بعدة اهمال الناحية وهجرة السكان إلى المركز في مدينة البصرة وقدر عدد سكانها عام 2003 بحوالي 67 الف نسمة وازداد نسبيا عدد السكان إلى 71 الف نسمة تقريبا عام 2009 في الناحية والقرى المحيطة بها.